# La Quebrada de Jaspe
Wodospad La Quebrada de Jaspe czyli Jaspisowy Przełom, zwany także Kakó Parú znajduje się w głębi Gran Sabany na rzece Río Yuruaní.